# Huernia occulta
Espèce
Classification phylogénétique
Huernia occulta est une espèce de plantes de la famille des Apocynaceae et originaire d'Afrique de l'Est.
C'est une plante succulentes aux tiges anguleuses porteuses d'épines.